# 都市環境破壊
都市環境破壊（としかんきょうはかい、英: Urbicide）は、単に都市における環境（生活環境・自然環境）の破壊ではなく、都市空間の文化的環境や都市が持つ資源的価値（文化的財）を排除・破壊する行為のことで、景観破壊を含む社会浄化の一つとされる。

## 語源

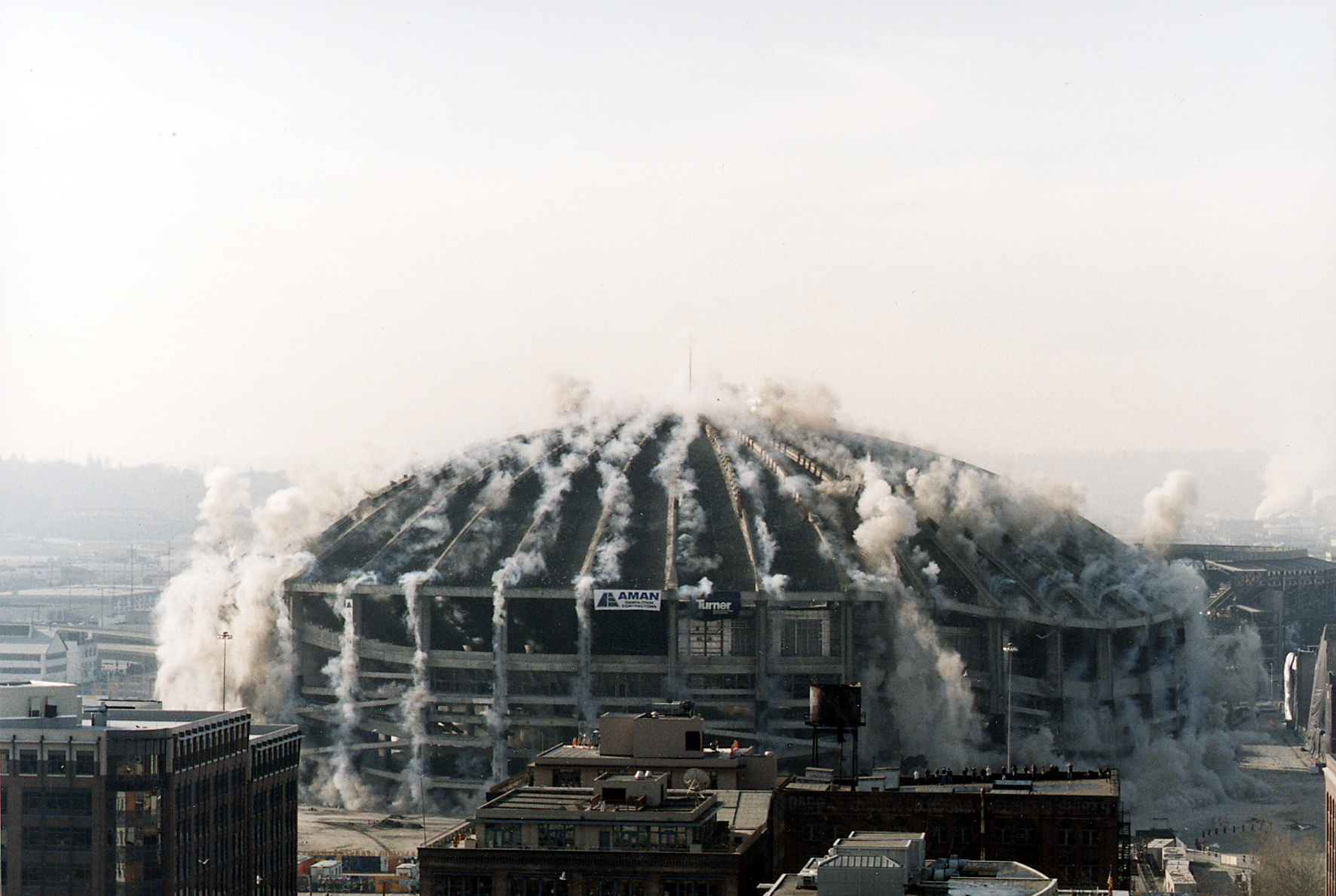
再開発という都市殺戮（キングドームの爆破解体）

Urbicideという言葉は、1963年にマイケル・ムアコックが著書『Elric: Dead God's Homecoming』の中で創作した、「都市」を意味する"urban"と「殺す」の接尾辞である"cide"を組み合わせた造語である。出版直後にアメリカ各地で起こった再開発にて、スラムの撤去に伴う下町的な歴史や伝統ある建物の解体と景観損失、人的流動とジェントリフィケーションを問題視した文化人らがUrbanicideと改変し用いたことで広まった。
その後、哲学者のマーシャル・バーマンと建築家のボグダン・ボグダノヴィッチの共著で、ユーゴスラビア紛争におけるボスニア・ヘルツェゴビナのモスタル損壊を紹介した『Mostar '92』で引用されたことで、それまでやや情緒的意味合いだったUrbicideが一気に現実的表現へと転じた。

## 日本での事例

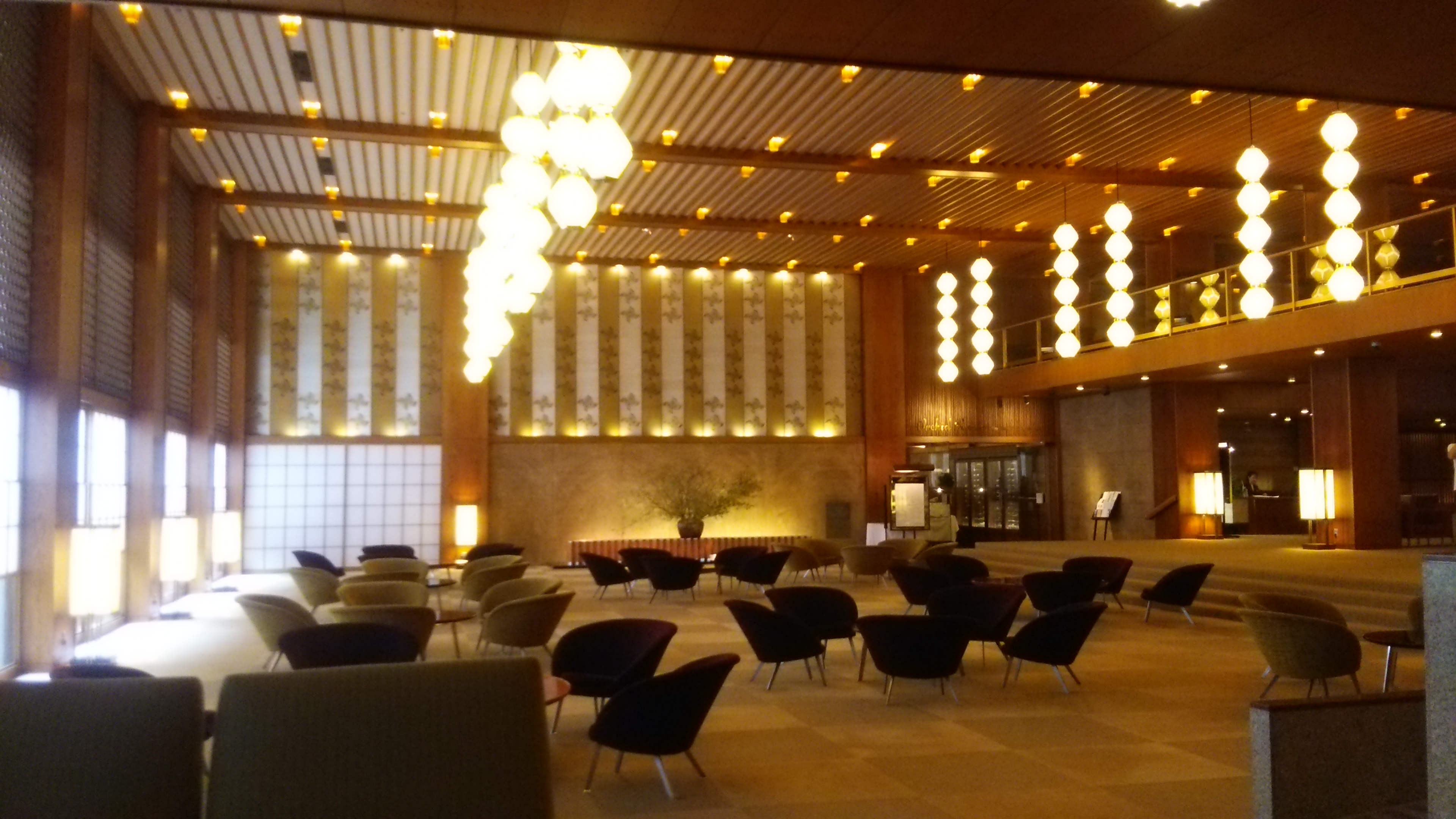
解体が惜しまれたホテルオークラ（谷口吉郎設計のロビー）

2014年7月にイギリスのエコノミスト紙に「Capital Crimes（資本犯罪）」と題した記事が掲載された。そこでは2020年東京オリンピックに向け東京の再開発が進む中で、ホテルオークラの建て替えに触れ、都市環境破壊の典型だと警鐘した。
オリンピックに伴う再開発では国立競技場から新国立競技場への建て替え賛否もあり、「2016年問題」といわれる首都圏のコンサートホールの相次ぐ閉鎖解体（約４万席相当の喪失） は創造都市や文化芸術創造都市を標榜する上でマイナス要因となりかねないという声がある。

### 京都会館の建て替え
2016年1月に旧京都会館がロームシアター京都としてリニューアルオープンした。当初は解体される予定だったが、世界遺産（文化遺産）の学術的評価を下すICOMOSの日本委員会はじめ再検討を促す意見が多く、改築という判断がくだされた。しかし、改築された建物は京都市が定めた景観条例によるこの周辺の高さ15ｍ規制を例外的に解除し倍の30ｍとなったことから、重要文化的景観に選定された岡崎公園の景観を害し、ひいては古都京都の景観問題とも捉えられ、文化資材の真正性も失われたという批判がある。

## 衰退による崩壊

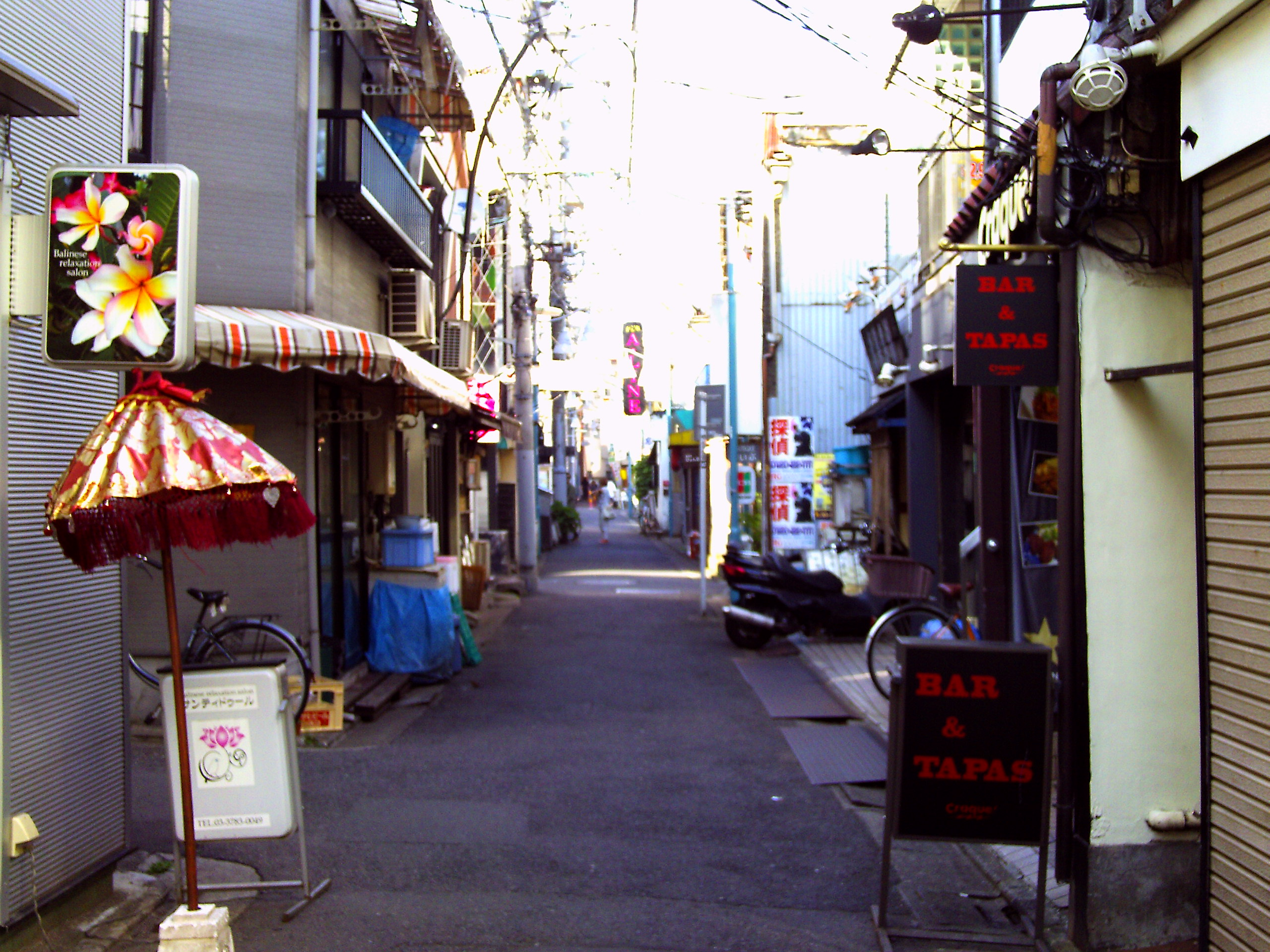
東京のしゃれた街並みづくり推進条例で消える武蔵小山の路地裏

健全な都市環境の維持には自治体と民間企業の両輪が必須であり、行政による都市計画と民間の開発による経済循環で都市環境は形成される。反面、企業は業績悪化により都市から撤退することもあり、アメリカのデトロイトのように行政でも破綻する場合もあり、劣化が営繕されることなく放置され自然に朽ち果てることもある。
現代都市における環境破壊の要因には、少子化・人口減少による都市機能不全から生じる衰弱もあり（縮退都市）、コンパクトシティの推進により都市圏から切り捨てられる範疇の衰退は否めず、都市環境破壊に抗う論点は持続可能性から存続可能性へと遷移しつつある。
東京においては老朽化した民家が都市的建造物の合間に残る木造住宅密集地域（木密）や空き家があり、高齢化社会が進めば深刻な都市問題に発展しかねず、防災の観点からも整備が望まれるが、下町風情が損なわれると惜しむ意見もある。

## 原子力と都市環境破壊

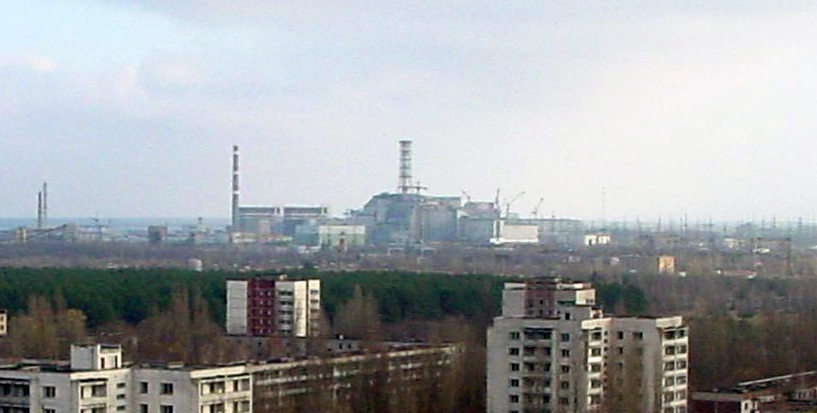
核の事故は一瞬で都市を崩壊させる―チェルノブイリ

1963年のデロス会議でのデロス宣言では、都市発展と原子力の可能性に触れているが、広島のように一瞬で破壊することにも言及しており（宣言第２条）、チェルノブイリや福島第一原子力発電所事故がもたらした避難区域設定という都市環境破壊を連想させる。

## 対抗措置
都市環境の維持にはユネスコが1998年に「21世紀のための建築と都市会議」 を開催したのを皮切りに、2005年に「世界遺産と現代建築国際会議」 と「世界遺産と現代建築 - 歴史的都市景観の管理」 で方向性を定め、2011年の第36回総会において「歴史的都市景観に関する勧告」 を採択。これは文化的景観のような新たな文化遺産のカテゴリーではなく、都市景観（ランドスケープ・アーバニズム）を保全するための手法である。その後も2013年には「歴史的な設定上の現代建築の国際会議」 を開催している。
上記の指針をうけ、世界遺産ではグローバルストラテジー で20世紀の建築の登録を推進し、そのために遺産周辺景観の保護として「世界遺産都市プログラム」・「近代遺産プログラム」 を展開。
また、創造都市ネットワーク事業で創造産業の促進による収益還元での都市景観保護も試みられている（例：
イタリアのボローニャでは職人による個人経営の楽器工房を中心に関連産業が独自に成長し、繊維業や家具製造に始まりフェラーリやドゥカティの部品生産、その設計を請け負うコンピュータ技術からIT産業まで展開し複合産業都市となり、法人税収益によって工場の維持支援や町並み保存に還元されている）。

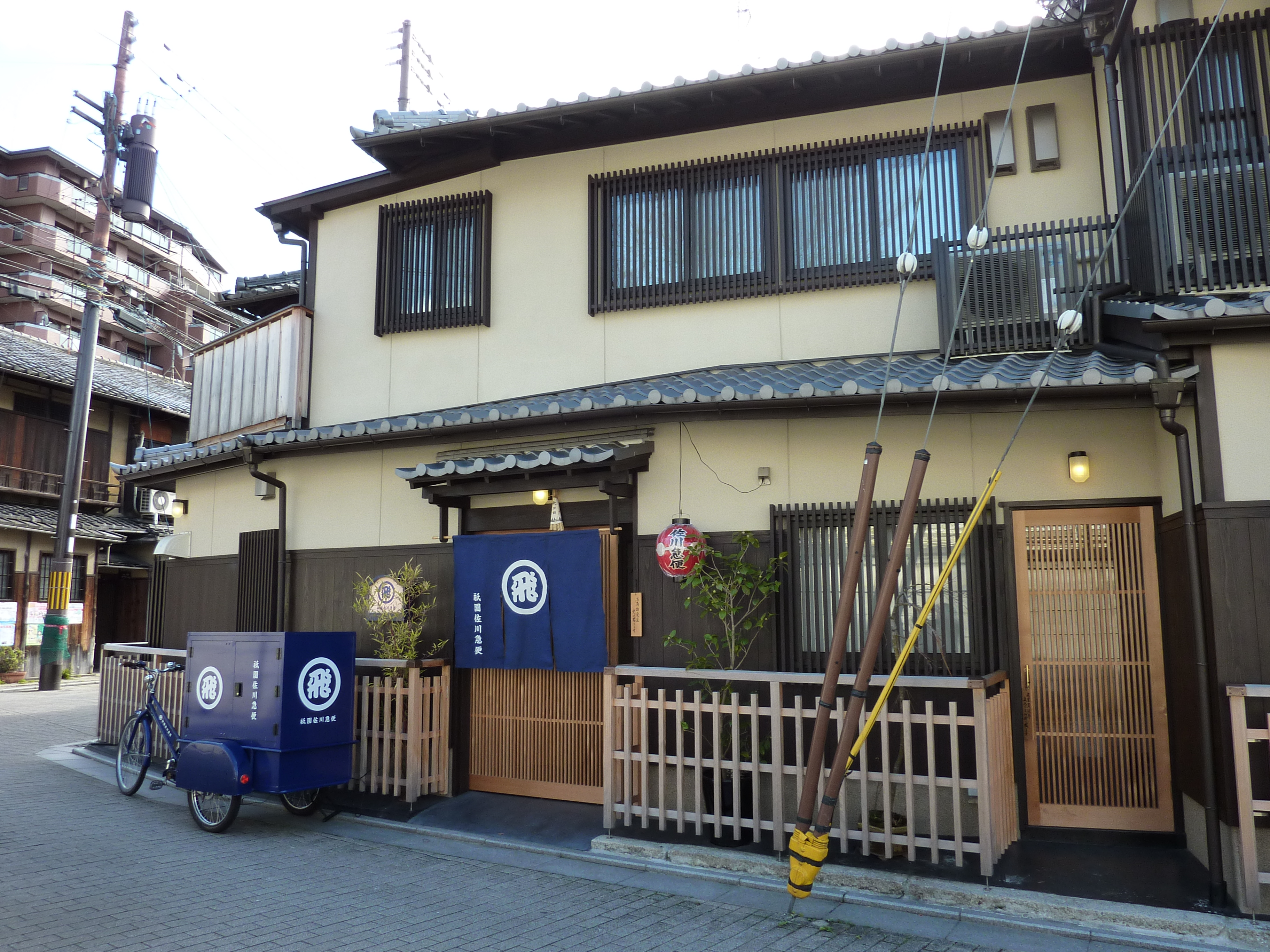
京都祇園の宅配便業者は京都市市街地景観整備条例により京町屋風

ユネスコでは世界遺産や無形文化遺産などの文化遺産（文化産業）と創造産業を両立する「持続可能な都市」を推進することを決め、さらに都市遺産制度の制定も検討している。
さらに、国際連合が提唱する持続可能な開発のための2030アジェンダの行動指針持続可能な開発目標(SDGs)は、これまでのミレニアム開発目標(MDGs)のような途上国のみならず先進国にも責務を課し、その中で「包括的で安全かつ耐久的で持続可能な都市および人間居住（生活環境）を実現する」とあり、都市環境の保全が上げられている。
日本では古都と称される自治体による景観保護条例の制定が盛んで、アダプティブユースのような取り組みが見られるほか、トラディショナル・サクセション・アーキテクチャを採用。さらに景観法の景観重要建造物に指定された周囲では、商業施設の外観や看板、自動販売機の色彩に制限を設け、周辺の雰囲気を壊さず馴染むよう配慮されている。
最近ではリセールバリューとして中古物件の価値が見直され、需要も増えており、町ぐるみの取り組みへと発展することで、都市環境を保護することにもなる。

## 遺産化の否定
イタリアの作家マルコ・デラーモは、『Domus』に寄稿した「Urbanicide in all good faith」の中でユネスコの方針について、「都市を剥製のように扱っている」と批判し、リビングヘリテージとしての活用を奨励している。

## 都市環境破壊の肯定
近代都市においては建築素材の老朽化や経済循環策、電気・通信あるいはバリアフリー化といったインフラストラクチャー整備に伴うスクラップアンドビルドが日常的で、その際に緑地を設け都市生態学やメンタルヘルス環境を整えることが一般的であるが、そのことで都市文化が失われることもある。その根拠は1933年に近代建築国際会議が採択したアテネ憲章の第69条で「陋屋(スラム)を取り払うのは緑地帯新設に絶好の機会となる」と提唱したことによる。
作家の坂口安吾は、「多くの日本人は、故郷の古い姿が破壊されて、欧米風な建物が出現するたびに、悲しみよりも、むしろ喜びを感じる」と述べ、地元の信濃川が狭くなったのも、木製の萬代橋がかけ替えられたのも当然と語っている。
東浩紀は北田暁大との対談『東京から考える』で、「僕は別に道路開発に賛成ではない」と前置きをした上で「駅前開発は本当に必要ないのか」「<サブカル都市・下北沢を守れ!>は<高級住宅街・青葉台を守れ!>と同じ論理じゃないのか」と批判し毛利嘉孝と論争になった。また東は「福島第一原発観光地化計画」として福島第一原発周辺をダークツーリズムの観光地にすることを提案した。
建築評論家の馬場璋造は、近代建築は耐久消費財であるとして安易な近代建築保存を批判した。